# Lenin w 1918 roku
Lenin w 1918 roku (ros. Ленин в 1918 году, Lenin w 1918 godu) – radziecki film dramatyczny z 1939 roku w reżyserii Michaiła Romma.

## Obsada
- Boris Szczukin jako Włodzimierz Lenin
- Nikołaj Ochłopkow jako Wasilij, protegowany Lenina
- Nikołaj Bogolubow jako Klimient Woroszyłow
- Nikołaj Czerkasow jako Maksim Gorki
- Wasilij Markow jako Feliks Dzierżyński
- Leonid Lubaszewski jako Jakow Swierdłow
- Micheil Gelowani jako Józef Stalin
- Wasilij Wanin jako Matwiejew
- Nikołaj Płotnikow
- Nikołaj Swobodin
- Iosif Tołczanow
- Dmitrij Orłow
- Rostisław Platt

## Nominacje
- 1939: Złota Palma, Międzynarodowy Festiwal Filmowy w Cannes